# 銀河鉄道999の停車駅
銀河鉄道999の停車駅（ぎんがてつどうスリーナインのていしゃえき）では、松本零士の漫画『銀河鉄道999』およびそれを原作とするアニメ作品などに登場する停車駅（天体）について解説する。
本稿では便宜上、少年キング連載分をアンドロメダ編、90年代後半に入って執筆されたビッグゴールド連載分ならびにウェブコミック連載分をエターナル編として区分し、登場順に記載しておりTV版とは違う順番になっている。また、999号が臨時停車した天体など、本来の停車駅ではない天体なども併せて記載している。

## アンドロメダ編の停車駅

### 銀河鉄道管理局本部管内
地球
星野鉄郎の故郷。TVアニメ版（以下、TV版と表記）エンディング「青い地球」では地球に太陽光が当たるカットが毎週映され、劇場版第1作冒頭とラストなどでも、その青々とした姿が映っている。
ここでは身体を機械に換えた機械化人によって生身の人間が迫害されており、外を歩いているところを銃で撃たれても文句は言えないというありさまである。東京はメガロポリスと呼ばれ、高層ビルが林立し、エアカーが走る透明なチューブ等もある典型的なSF都市として描かれている。不可視の気温調節スクリーンの大ドームにより常時快適な環境を維持しているため、鉄郎が母と暮らしていた郊外の無人地帯は雪が降るほどに寒かったが、メガロポリスは春のように暖かかった。ここでは機械化人たちが富を貪る一方で、生身の人間は路地裏などで貧困にあえいでおり、格差が生じている。機械の体をタダでくれる星にいけるというアンドロメダ行きの銀河超特急999号が停車するため、生身の人間の中には高価な999号のパスを手に入れてこの町を出ようと考えている者が多いが、鉄郎はメーテルからパスをもらったことで999号に乗ることができた。
夜になると、機械化人の住んでいる街には灯りがともるが、機械の体を買えない生身の人間が住んでいる地域は暗いまま。
劇場版第1作では、999号のパスを盗んででも宇宙の海へ飛び出したい鉄郎と機械化人の警官による追走劇が序盤の見せ場となっている。
劇場版第2作では、生身の人間と機械化人との戦乱で廃墟と化している。
エターナル編では、機械帝国の滅亡に伴い機械化人がいなくなったことで一旦は生身の人間の手で繁栄をとりもどすも、新興勢力である金属生命体メタノイドの支配下に置かれることとなる。その後、地球を支配する総督ボルカザンダIII世の手で太陽系ごと消滅させられてしまった。
メガロポリス中央駅 / メガロポリス・ステーション / メガロポリス東京ステーション
999号の始発駅。モデルは東京駅。999号は1年に1本のみ、99番ホームより午前0時に発車する。多くの人がここから旅立っていったが、列車が帰ってくるときには乗客が誰もいない無人の空車となっていることが劇中ナレーションで語られている。
劇場版第2作では前述の通り戦乱によって廃墟と化していたが、999号に乗ることを促すメーテルのメッセージカードを受け取った鉄郎はその言葉に導かれ仲間たちと共にそこに向かい、停車していた999号に再び乗り込むことになる。線路もかなり傷んでおり、999号の発車時に崩壊している。
火星
地球の植民星の一つ。停車時間は24.37226時間。赤い大地にオレンジの空の景色が広がり、赤色の風が吹く。人間が住めるように惑星改造（テラフォーミング）を行い、気圧を地球と同等にするまでに一世紀かかったことがメーテルの弁で語られているが、作中では住民の大半が機械化人となっている。メーテルは機械の体なら地球なみの住み心地にする必要はないとして、改造を行った人間の努力を「ムダな努力」と評した。
エターナル編では荒廃が進み元の火星の姿に戻ってしまい、停車せず通過している。その後、太陽系とともに消滅した。
大シルチス
999号が停車した火星の都。馬車を使って2、3時間で周れる広さであるが、ゴーストタウンと化しており、火星の自然環境に耐えられずに死んだ者の墓が無数に存在する場所がある。
プレイステーション用ゲーム『松本零士999 〜Story of Galaxy Express 999〜』では、大シチルスという名称になっている。
タイタン
土星の衛星。停車時間は16日。かつては人間が住めなかったが、入植者の努力により地球よりも緑豊かな惑星となっている。土星からの光が強く、生身の人間は帽子などを被っていないと土星射病になってしまう。
メーテル曰く「人間の科学も使い方しだいでこんな素晴らしいこともできるという見本みたいな星」だが、「楽国法」という法律で住人は何をしてもよいとされているため、殺人や強盗が横行している。メーテルも到着早々ぶどう谷に拉致され、鉄郎はこの星に住む老婆から息子の形見の戦士の銃と帽子を譲り受け、救出に向かうこととなった。
劇場版第1作では鉄郎に戦士の銃と帽子を渡した老婆はトチローの母とされており、トチローの故郷として描かれている。
エターナル編では、惑星が荒廃したことにより停車せず通過している。その後、太陽系とともに消滅した。
ぶどう谷
メーテルをさらった機械化人たちがおり、老婆が暮らす花のホテルに面する川の下手にある。劇場版ではトチローの母の家に面した川から行くことができ、メーテルを拉致したのは生身の人間のアンタレスとその部下とされており、彼らのアジトがある。
ここには巨大なカブトムシのような虫（劇場版では虫に似たラジコン）を利用して人間狩りを行う機械化人がいた。
冥王星
太陽系最果ての惑星。見渡す限りの氷の世界で、空にはオーロラが輝いている。停車時間は6.39日。旅人は太陽系の外に出るか否か迷うことから「迷いの星」と呼ばれる。星に近づくと列車や宇宙船の暖房機能が落ち、機械化人の体内ヒーターも故障しがちとなる。停車駅は氷に覆われており、町にはヨーロッパの大聖堂のような建造物も見られる。郊外の墓地には病死者や機械の体と交換していった者の肉体が冷凍保存されており、シャドウという女性の機械化人が墓守を務めている。メーテル曰く「宇宙で一番悲しい所」。
エターナル編では機械帝国が滅びた後も機械化人が町中を徘徊し、墓地の肉体もそのままであった。メーテル曰く「以前の建造物、構造物とは関係がない」。その後、太陽系とともに消滅した。
彗星の巣（コメットステーション） / コメットゾーン
太陽系の一番外側にある彗星の故郷。停車時間は1時間30分。彗星のたまり場になっており、ここから様々な彗星が太陽系に飛び出している。上下の感覚が曖昧になっており、人間も逆さまに歩く姿が見られる。中心部には様々な店舗があるが、それらはすべて球状をしており、室内には人工重力がある。TV版では本屋に立ち寄った鉄郎とメーテルが『ザ・コクピット』を紹介するセルフパロディが見られた。なお、現行の天文学においても太陽系を球状に取り巻く天体群「オールトの雲」の存在が仮定されており、彗星の起源になっている可能性が高いとされている。
星全体に宇宙法が適用されるのは当駅までで、ここから先は列車の中と駅の構内のみにその効力がある。
ここまでの道のりは「太陽系の庭の中のようなもの」であり、そこから出てしまうと無法の荒野であることが劇中ナレーションで示される。
メフィスト / 黒騎士の星
地球から1パーセクの距離にある暗黒星で、黒いガスの中にひっそりと浮かんでいる。停車時間は10分。植民星管理局に認可されていないが、黒騎士が領有権を主張する別名黒騎士の星とも呼ばれる。私有星のため、銀河鉄道の停車駅でも乗客は下車できない。黒騎士は安物あるいは盗んだ部品を継ぎ合わせた自分の姿を人目に晒されないようにヤミ屋からこの星を購入し、ひっそりと暮らしていた。
TV版では駅舎はない。また、星ができた当初はガスはなく、黒騎士が不動産から星を購入した前後から徐々に暗黒ガスに覆われていった。黒騎士の設定も変更され、元は性能のよい機械体だったが、友と楽園をつくるため元の体を売り払って星を購入したことになっている。
4D-3
星全体がほぼ水で構成されている星。停車時間は48時間。乱反射により光り輝いているように見える。赤道に沿って気泡に包まれた球状の“島”が多数存在し、列車はその1つに停車する。「自然のままに」が4D-3の法律であり、地球では失われた豊かな自然が広がる。住民は地球人と同じような姿をしているが、「自然のままに」ということは当の住民たちにとっては惨めで貧しい暮らしだということでもあり、平均寿命は60歳くらいである。
明日の星
地球によく似た外観を持つ惑星。停車時間は2週間。停車駅は東京駅のような外観をしており、昭和30年代の日本のような町並みが広がる。ここでは銀河鉄道の存在は隠されており、999号も地上の線路に夜間ひそかに停車する。なお、ここでは蒸気機関車が運行しており、999号も外観が似ているため駅員以外には銀河鉄道であることが分からないようになっている。
『元祖大四畳半大物語』の主人公・足立太がゲストキャラクターとして登場するほか、『男おいどん』で登場したラーメン屋・紅楽園が登場するなど、松本零士の四畳半シリーズの世界観が展開される。プレイステーション用ゲーム『松本零士999 〜Story of Galaxy Express 999〜』では、『男おいどん』の大山昇太が登場している。
エルアラメイン
砂漠が一面に広がっている惑星。停車時間は10分（TV版では20分）。先住民族は戦乱で滅亡しており、戦車などの兵器の残骸がある。地球上の古戦場エル・アラメインにちなんで命名された。
残骸とはいえ、戦闘コンピューターは機能しているため、人間の生体反応を感知すると動き出し、連鎖反応ですべての兵器が攻撃してくる。また、一度動き出すと人間がいなくなる（死滅する＝生命反応がなくなる）まで攻撃をやめない。
プラネットベガー / くれくれ星
「17億6500人のルンペン星」に登場した惑星。停車時間は不明。人口は17億6500人。惑星の住民全てがルンペン、乞食、物乞いで、999号が停車したときにもルンペンや物乞いが集まっていた。
かつては支配階級だけが汚職や賄賂で幅をきかせていた。一般市民はいくら働いても生活は楽にならず、ついには働くことをやめ、物をもらうことで暮らすようになった。賄賂がなくなった支配階級も物をもらって暮らすようになり、最終的には惑星の住民全てが物もらいになったことがメーテルの弁で語られている。
TV版では、惑星の名前が「くれくれ星」に変更された。また、サブタイトルも「17億6500人のくれくれ星」に変更されている。
空洞惑星バレラー
惑星の外側に多数の穴が開いた中空の星。鉄郎曰く「皮に穴の開いたカボチャ」。停車時間は不明。内側ではなく外側に重力が作用しており、人々は惑星の内部で生活している。その特殊な環境ゆえ、空中遊泳が可能。中の気温は高く、鉄郎は上着を脱ぎ、メーテルも水着姿で空中遊泳を行った。人間をはじめ、この惑星で暮らす生命体は体に満遍なく肉が着き丸くなる。
星全体で食肉用の家畜を飼育する「空中牧場」が主な産業である。この星の豊かさがメーテルの弁で語られるが、それでも999号のパスは高く、パスを奪おうとカウボーイたちが襲ってきた。
穴の開いた惑星という設定は『宇宙戦艦ヤマト』に登場したガミラス本星と類似している。
枯葉の墓標
無数の枯葉が環となって公転している。メーテル曰く「植物の星のお墓」。もとは緑豊かな惑星だったが、星が砕け散り、植生の枯葉のみが残った。999号は枯葉の中に埋まるような状態で停車していた。地面がないゆえに駅舎もなく、メーテルと鉄郎は降りなかったが、乗車してきた客がいることから住民は存在する模様。
ここで999号に乗車した機械化人・森木豊の弁によれば木製品が一番安いとのことで、機械の体でも木でできたものを買うのが一番得だとし、彼の体もブライヤという木でできていた。
枯葉の中には電気キノコが群生している。電気を蓄えていて生身の人間がうかつに触ると感電死するほどだが、森木によれば放電させてから食べるとおいしいとのことである。
かげろうの星
見渡す限りかげろうが立ちのぼっている星。停車時間は2日。メーテルの弁によれば人間は1人もいないはずだったが、世井正雪という小説家が俗世間から離れ、宇宙最長の長編小説に挑んでいた。気温が高いため、メーテルと鉄郎は薄着をしている。
駅は巨大な岩山を加工したもので、パルテノン神殿のような建造物をはめ込んだようなつくりとなっている。無人駅であり、構内にはアテナ像がある。
不定形惑星ヌルーバ
その名のとおり、形状が常に変化している星。停車時間は100と14時間。地面が波打っているため、999号は空中で停車する。この星の住民はアメーバを人間なみのサイズに巨大化させたような姿をしており、型取りして人間の姿に化けることもできる。
自殺の名所でもあり、TV版では「このまま美しい姿のままでいたい」と思う若いカップルが空から身投げをする場面がある。
化石の星
突如襲来した化石化ガスにより、全てが石化してしまった惑星。調査のため星から離れていた化石の戦士を除いて、住民は全て石化しており、石の彫刻のようになってしまっている。化石の盗掘が後を絶たないため、化石の戦士がその番人を務めている。鉄郎はこの星で美しい女性の化石を発見し、外に出た際に化石の戦士によって背中をサーベルで斬られた上に、999号のパスまで盗まれてしまった。
TV版では化石の戦士はユリウス、石化した美女はリージャと名付けられており、2人は婚約していた。盗賊団はリージャの化石を狙っている。
思い出星
蝋燭の入った提灯のようなオレンジ色の星。停車時間は1週間。メーテルいわく「『思い出』だけしかない悲しい星」。町はゴーストタウンとなっており、体が人工部品のかたまりになっても過去の記憶に頼って仕事を続ける、プロフェッショナルたちが住んでいる。鉄郎はここで早打ちのプロフェッショナルに捕まり銃の早打ち訓練を無理やりさせられた。いくつかアドバイスをもらい鉄郎の腕も上達したが、プロフェッショナルは既に『早打ちの思い出』しかない状態で機能障害を起こしており最終的にはメーテルとの早打ち勝負によって破壊される。発車後メーテルは「彼は死ぬ前に自分の技術を誰かに伝えたかった」「ああしなければ死ぬまで早打ちの訓練をさせられていた」と鉄郎に語り掛ける。
けんか別れ
自然に覆われた熱帯惑星。停車時間は6時間。元は球状の文明惑星だったが、科学派と自然派の抗争の末に惑星を赤道で真っ二つに分断し、科学派の一方は科学万能機により自由軌道に移行し、自然派の星が残された。自然派の人々は退化していき、眼球だけが発達した原始人となってしまう。鉄郎とメーテルが危機に陥った際、内圧が上がり爆発した。科学派の星も200年前から通信が途絶え消息不明となっている。
TV版では分断した時の状況が詳細に描かれ、科学派の星は分断した直後に爆発した。
ヤミヤミ
停車時間は2時間。星全体が常に闇に閉ざされており、光も吸収されて地上では人の目以外のものは全く見えない。地表一面に花が咲いている。しかしレランという女性が人工太陽を打ち上げて惑星を明るくしたため、全人口の99.9%の住民が白日の下に自分の醜い姿がさらけだされたことに堪えかね自殺してしまった。なおこのような状態でも新聞は発行されており、99.9%の住民が死滅したという情報はこの星の新聞に記載されていたものである。
　TV版では住民が死滅した原因を、地球人よりも太陽光線に弱いためとしており、住民は皮膚が極度の炎症を起こしたサンバーン (sunburn) のような状態となって死滅している。
装甲惑星（アーマープラネット）
3000年前に人工衛星を打ち上げるなど、高度な科学文明を持つ。この星の人間や動物は皆体が強固な装甲板に覆われているため天敵がおらず、食物連鎖が崩壊。人間も動物も次々と餓死して植物だけの世界になりつつある。
雨の都
停車時間1週間。常に雨が降り続いている惑星。住みやすく立派な造りの建物が建ち並ぶ。泥の池の中にある気泡には貧民が住んでいる。
真理子の蛍
停車時間は1泊2日。惑星の住人は暗い所で蛍のように体から光を放つ。貧富の差が激しく、体全体が光る者は豊かな生活をしているが、そうでない者は貧困にあえいでいる。
ざんげの国
重力波にして宇宙空間に清らかな鐘の音を鳴らす星。停車時間は2週間と6時間21分32秒。清潔な清らかさを持つ正しく美しい人の住む星であることを旅行者にPRしているが、実際には他の星と同様、極悪人や嫌な人間もいる。自動車は走っておらず、警察のような治安組織も存在しない。何か自分達に都合の悪い不祥事が起こると、公にせず事実を隠蔽しようとする体質である。
なまけものの鏡
機械に勝ち、機械を支配することに成功した人間の住む星。平和で穏やかである。住宅地があるが、人間は巨大化し、家の中一杯に詰まっている。人間が身をよじったりして家が破裂することがときどきあり、その際にはじっとしたまま脳波で家を要求するだけで機械が新しい家を見繕って建ててくれるという。
サケザン大陸
ジャングルが一面に広がる惑星で、男の中の男サケザンのほかに片言の言葉を話す猿が多く住んでいる。猿酒を飲む鉄郎とメーテルをとらえて酌をさせるが、メーテルを取り戻そうとした鉄郎にほれ込んで二人を逃がす。
完全機械化
お互いの星に虹の雨が降ったり降られたりしている二重惑星。停車時間は1日3時間40分。列車が雨の中に入るためには大きな推進力が必要で、999号も到着前に三重連になった（TV版での増結車両は444号）。その名の通り、惑星にある物全てが機械となっている星で、住民は機械化人で占められている。生身の人間は物のような扱いを受けており、命や心までも粗末にされているため、憤慨したメーテルが「こんな惑星、なくなってしまえばいい」と怒りを露にしていた。999号が出発した直後に爆発したが、車掌は惑星制御装置のトラブルと説明している。
TV版では爆発した原因が二重惑星同士が激突して破壊し、エネルギー関連のトラブルと説明されているが、メーテルが破壊したことを示唆する描写となっている。また、最初に消滅した惑星となった。
賽の河原
不毛の荒野。多くの開拓農民が移住してきたが、過酷な環境下で作物は全くと言っていいほど育たぬまま開拓者たちは死んで行き、残っているのは権兵衛1人のみであったが、権兵衛は諦めることなく、死んでいった仲間たちを肥料にしつつ畑作に励んでいた。また、死んでいった開拓者は皆笑顔で死んでいる。
TV版では権兵衛の息子与作も登場し、惑星の住民は最後の2人となっていたが、星に残って開拓を続ける父と、星を出て新たな人生を選ばんとする息子との確執が描かれた。
海の星
「次元航海惑星」で名前が挙がっただけで、登場していない。999号が到着する直前に次元航海惑星に衝突されて消滅し、惑星の残骸のみが周囲の空間に漂っていた。
昨日の歌をうたう星
穴凹と荒野が広がる惑星。停車時間は7時間36分22秒。「昨日の歌」とは惑星の空洞部分を通り抜ける宇宙風の音にちなむ。裏切られた悲しみから、皮膚や血、肉を失い骸骨となってしまった卵売りのホロホロが暮らしている。その境遇に同情した鉄郎が彼の罪を被ったことで、鉄郎はこの星で殺人犯として指名手配されてしまう。ラジオドラマ『スペースファンタジーエメラルダス』でささきいさおが歌う挿入歌「枯木霊歌」の歌詞には、この星の名前に似たフレーズがある。
葬送惑星
霧に覆われ、線香の匂いが絶えない惑星。停車時間は3時間40分。葬式の悲しいムードを楽しむために殺人が横行しており、住民達は喪服と共に武器を携帯している。また、弔鐘を鳴らす鐘楼が随所に設置されている。
TV版では住民は不老不死の存在とされ、病気や寿命で死ぬことがないばかりか、半端なレーザー銃では怪我を負わせることもできず、新しい武器が開発されても時間が経てばそれらの武器に対する耐性が付いてしまうなど、機械化人以上に死と無縁の生活を送っていた。それゆえ生きる気力をなくしていたが、この星に不時着した宇宙船の事故を切っ掛けに葬式を楽しむようになったと語られた。
トレーダー
銀河鉄道の大分岐点となっている惑星。停車時間は3日と22時間15分で、レプティル線・アマゾニア線・重力峠線・野の花線・マストドン線・オーロラ線に乗り換えができる。メーテル曰く「旅人と旅人が、出会い、語り合い、友情が芽生える所」。
TV版での停車時間は2日と2時間15分で、乗り継ぎ線はアマゾニア線・オリオン線・カペラ線・オリオン外回り線・野の花線となっている。しかし、高額な旅行代を払ったばかりに徒食に窮した旅行者が数多く徘徊しており、裕福な人間を見つけてはたかろうとする事態が数多くある。
トレーダー分岐点
999が停車した場所。その後に登場した「ヘビーメルダー」にも、同名の場所が存在する。
雪の都
年中雪が降り続く惑星。停車時間は3時間10分だが、自転速度が速いので惑星内時間で3日間になる。高速で自転する5連惑星の内の1つで、自転速度が遅くなると互いに激突するとされる。周辺の空間は水蒸気が多く、それが宇宙で凍りつくためにバンアレン帯が肉眼で確認できる。建造物の大半は雪の下に建設されており、雪の重みで建物が潰れていくたびに増築を行ってきたので惑星の地下には古い町と雪がサンドイッチ状に重なっている。雪が降り続く惑星のためか、住民は寒さに強い耐性を持ち、アイスクリームが主食となっているほか、水風呂にも入浴する。鉄郎はこの惑星で立て続けに不運に見舞われた末に、危うく丸焼きにされそうになった。
マスプロン
惑星全体が工場になっている工業惑星。停車時間は2日と3分。ここの人々は生まれた時から工作機械に囲まれて育っているため機械を手足のように操れ、子供でも10円で水爆、5円で機関銃を作ることができるほどである。この星の製品は全宇宙に販売され、銀河鉄道の列車の部品も一部はここで作られているが、働くことしか関心がないため駅舎やホテルの内装といったサービス面においては無愛想なところもある。また、「全宇宙はお客様」と常に低姿勢なため、本来は宇宙全体で処理すべき廃棄物までもこの星に抱え込み、スモッグで大気は汚れてしまっている。
バカタレ
「停時空間のかじられ星」で名前のみ登場。停車時間は45分。999号が停車する予定だったが、車内にいた乗客によって進路を「かじられ星」に変更させられる。かじられ星から出発した後に停車した模様。
怒髪帝国
惑星全体が怒った髪の毛のような姿をしている惑星。停車時間は24時間。住民は非常に短気で喧嘩っ早く、ちょっとしたイザコザですぐに殴り合いになってしまう。故に999号は危険を避けるため地上には停車しない。車掌曰く「タンコブが2、30個できる」星。一方で喧嘩の後は尾を引くことがなく、すぐに仲直りができるなど、良くも悪くも「喧嘩するほど仲が良い」という星でもある。
銀の谷 / 沈黙の聖地
やや歪んだ球形の惑星。停車時間は当初3時間22分だったが、停車前に4時間44分40秒に修正されている。強制消音区域に指定され、軌道も無音軌道になっている。その昔、密告が大流行して多くの人々が処刑されていたことから、耳の機械化手術で聴力を上げて、人々の話し声に耳をそば立てるのが慣習となっている。しかし、感度を上げすぎたために大きな音に耐えられず、次第に大きな音を立てた者を処刑していくようになった。
TV版ではフィラメント星跡地（雲の海）通過前に車掌のアナウンスがあるのみで、惑星は登場しない。しかし、後に「沈黙の聖地」という惑星が、「銀の谷」に相当する惑星として登場した。惑星を支配していた独裁者によって密告が奨励されていたことが語られ、惑星にはその名残としてハーケンクロイツのマークがあちこちに残されている。
「銀の谷」という呼称は、『999』以前に松本が初期に発表した短編『銀の谷のマリア』で使用されている。
プレーテッド惑星
金色に輝く惑星。停車時間は不明だが、メーテルの発言から24時間以上はある。ここではあらゆるものが金色になっているが、これらは惑星中枢の重力メッキ装置により付着するメッキであり、元来は普通の惑星である。目につくありとあらゆる部分にメッキが施され、人体や食物にも施しているが、貧民層にはそれができず下水道などに追いやられている。機械の体は比較的安価で入手できるらしく、鉄郎がこの星で出会った住民のホイールロックは貧民層の人間だが機械化人であった。重力メッキ装置の中枢は機械化人の女性で、彼女が鉄郎に倒されたことで惑星のメッキが全て剥がれた。
惑星ウラトレス
錆色の惑星。停車時間は8日と23時間23秒で、この惑星で999号のオーバーホールが行われた。ねじの生産拠点惑星で、建造物にも過剰にねじを用いており、郊外には鉄郎が「ボタ山」と形容した、余剰品がうず高く積まれたピラミッド状のねじ山が形成されている。また、惑星周辺の宇宙空間にも投棄されたねじが浮遊しており、雨天時には埃と共に上空に舞い上がったねじが雨とともに地表に降り注ぐ。
TV版では車掌が999号の破損したねじの代替品を注文するが「規格外のねじは作れない」という理由であやうく断られそうになる描写がある。
ゴーストコロニー
無人のスペースコロニー。停車時間は2時間20分。正確には無人ではなく、コロニーの設計者Dr.サイクロプロスが自らのクローン達と共に生活している。かつて1本のねじの緩みによりコロニーの空気が抜けるという大事故を引き起こし、絶対安全と称して入植させた最初の移住者を全滅させてしまったため、信用を取り戻すためにサイクロプロスやクローン達は躍起になってコロニーの快適性や安全性を証明する実験を行っていたが、ついに失った信用は取り戻せないと悟ったサイクロプロスはコロニーと共に自爆した。
ミーくんの命の館
十字の環をもつ惑星。停車時間は38時間15分。主人と死に別れた動物たちの魂が集まる星で、イヌやネコだけでなく、大蛇やトラといった猛獣もいる。地表には花が一面に広がる。夜中になると亡くした主人のことを思いだして、動物たちが喚きだす。人間はミーくんという名の若い女性だけだが、彼女も本来は飼い主と死に別れた虎縞のメス猫であった。
卑怯者の長老
どくろの模様をした惑星。停車時間は12時間。大統領デルムカデが星を支配しているが、他人を信用できないために住民を全て処刑してしまっていた。示威のため999号に攻撃を仕掛け、駆け付けた武装列車も破壊したが、ついには強行突破用無軌道型装甲列車の投入により惑星を破壊された。その際、戦闘に巻き込まれる危険性があるとして付近ローカル線の運行中止措置がとられた。
霧の都
ラッカセイのような形をした惑星。停車時間は5日と23時間32秒。周辺に微粒子が漂い光を遮っているため、到着直前まで姿は見えない。この星の特異な形状は、元々は2連星になるはずだったのが繋がったままになってしまったためである。そのため時間にも歪みが生じており、弱々しい太陽光も相まってここの人々の体力は普通の人間の1%程度まで落ち込んでおり、建造物や武器も脆弱である。ここの人々は宇宙に出ることができないため「かげろうの牢獄」とも呼ばれている。
球状住宅団
球状星団のように球状の住宅が集まった空域で、駅舎も宙に浮いている。停車時間は1時間。家は密集しているが、高級住宅区域では等間隔で整然と並んでいる。
大酋長と呼ばれる機械化人の男が支配者として君臨しており、球状住宅群もすべて彼の所有物である。そのため、住民はみな酋長の間借り人のような存在となっている。地面を蹴れば1メートル以上は無重力となるので、外出には空洞惑星と同じく空中遊泳することとなるが、個々の家には重力が存在するため思わぬ方向に流され、目的地でないところに着地する場合もある。
ここでは大酋長を倒した者が新たな支配者となる。鉄郎そっくりの男が機械化人の現大酋長を倒して新たな大酋長となったが、その座も安泰ではなく、いずれは他の誰かに倒されることがメーテルの弁で示唆されている。
大酋長の家
球状住宅団を支配する大酋長の家。ひときわ大きな球状住宅で、城や豪邸なども存在する。家の中を見たものはおらず、そこに行った者で生きて帰った者はいないという。メーテルは到着早々ここに拉致されたため、鉄郎は彼女の救出に向かうことになった。城には多数の衛兵がいると思われたが、誰も信用できない大酋長は部下を置こうとはせず、いずれも見掛け倒しのカカシであった。
ここには住宅をコントロールする装置があり、住宅団を意のままに動かすことができる。
思い出の顔
石質のリングに囲まれ、土星に似た外観の星。昭和50年代の日本のような街並み。車掌のかつての恋人フィメールが住んでいた。
枯木の山
枯木だらけの星。ここに生える木は途中まで育つが、すべて枯木になってしまうという。
嵐が丘
常に強風が吹き荒れている星。ホテルもある程度の防音対策が取られていたが完璧ではなかった。
これからの星
開発途上の星。街並みもホテルも古風で質素であるが、住民は皆希望と人情味に溢れた温かい心の持ち主ばかりである。突発性台風によって下着以外の所持品を失ったメーテルと鉄郎に対しても、住民達は総出で紛失物を探し、その間にも無償で食料を提供するなどした。パスの悪用を懸念する鉄郎に対し「そんなことを思っている人はいない。貴方が持っているのなら私たちにも手に入れられる。そんな思いで何もなかったこの星を皆で開拓してきた」と想いを述べている。
ライフルグレネード
地表は見渡す限りの荒野で、コンバット・モルモットと呼ばれる奴隷による本物の戦争をホテルの宿泊客に見せては観光収入を得ている。
マンモスの墓場
「亡霊トンネル」で名前が挙がったのみで、劇中には登場しない。停車時間は24時間。球体トンネルを抜け出した後に停車した模様だが、劇中には登場しなかった。
鏡の星
鉄郎によく似た少年、砂山学が住む惑星。地球よりも開拓が遅れており、ニセの999号パスを売りさばくブローカーが暗躍する。
終わりなき夏の惑星（エンドレスサマープラネット）
昆虫人間インセクターが支配する星。気圧の関係で地球よりも水の沸点が低い。インセクターの女王が大きな繭で列車を覆い、車内に多数の卵を産み付けるが、生まれた子供は環境変化に対応できず、ほぼ全滅してしまった。
冷血帝国
いたるところで火山が噴煙を上げている若い惑星。停車時間は16時間32分21秒と0.5。原始的な有尾人と、高い知能を持ち会話のできる恐竜が住む。
足音村
昔の日本の村落のような惑星。星の政府が駅の建設に消極的で、999号の乗客は民宿に泊まることとなる。人に取り憑いて殺す幽霊が出るという噂があり、住人は夜間外出をしない。
夜のない街
完全睡眠法が施行され、夜間外出すると即死刑になる星。街はずれの湖には自分の外見を気にするヘローンという怪獣が住んでいる。
魔女の竪琴
住人がみな酷い食糧難にあえぐ惑星。星を支配する女王が、毎日巨大な竪琴の音で貢ぎ物の食糧を要求し、食糧を持っているだけでセンサーが反応し銃で撃たれてしまう。鉄郎が女王の宮殿に潜入したところが、女王をはじめ、部下たちもみな屍体となっており、無人と化した宮殿でコンピューターが竪琴を毎日鳴らし続けているだけであった。
花の都
一面花に覆われている惑星。停車時間は11時間24分32秒。この花は300年前に外部から移植したものであるが、毒性があり、100年前と比べて人口が80%（TV版では40%）も減少してしまった。住民は花粉を避けるためにテクタイト製のコートを着用しているが、花に手をかけたり、天敵となる植物を持ち込むことは法律で禁止されており、破ると裁判を通さずに即刻死刑になるため、誰も花の処分ができずにいた。
住人の4人家族が法を犯して花を焼き払い、住民を救う。その後の結末は原作とTV版で異なる。原作では家を密封されて処刑される。TV版ではメーテルと鉄郎の嘆願と他の住民たちの圧力に屈し、逮捕に来た政府軍は犯人も逃げ遅れて焼死したと宣言して撤退した。
キリマンジャロ
アフリカ大暗黒星雲内にある遊星。停車時間は28時間23分45秒。キリマンジャロを照らす三重太陽は熱や音こそ遊星に届かないが、光が非常に強く圧力すら生じており、一面高山帯のような雪景色となっている遊星表面は“光の圧”によって出っ張り部分が押し曲げられている。現在は体に厚みがないゴーストホッパーと呼ばれる種族が生息し、暗黒星雲の支配を目論んでいる。先住民族が居たことが言及されるが、滅ぼされたのか自滅したのかは不明。ゴーストホッパーの襲撃により999号との交信が出来なくなった管理局は、暗黒星雲を迂回する新路線の敷設および新999号の製造を一旦は計画するものの、999号の復帰により車両の製造は中止された。
TV版では2年前に滅びゆく母星から脱出したホッパーがキリマンジャロに目を付け、先住民族を滅ぼして移住し、環境改善のために打ち上げた人工太陽である三重太陽の光の圧力により、現在のような厚みのないゴーストホッパーに変貌したことになっており、不明確だった部分に設定が加えられた。
雨が池（雨ヶ池）
雨の都と同じく雨が降り続く惑星。停車時間は64時間23分24秒。年間の99%もが雨の惑星だが、生命力に満ちた雨の都とは対照的に非常に陰気な惑星で、建物はカビと苔に覆われていた。管理局指定の宿も雨漏りが酷く、鉄郎もメーテルも閉口していた。クーフレームという機械化人の女性が塔を建てて住んでいる。
TV版でのクーフレームは生身の人間で、永遠の命と美貌を得るために「命の火」を食べる魔女として惑星の先住民を全員虐殺していた。星にはクーフレームとその部下以外に人間は存在しておらず、クーフレームが死亡すると共に爆発している。

### アンドロメダ管理局管内
ヘビーメルダー / ヘヴィメルダー
「時間城の海賊」に登場した惑星で、『999』以外の松本作品にもしばしば登場する。宇宙を旅する者が必ず一度は通過する場所だと語られている。停車時間は1週間と24分。交易の要所で、空間鉄道の大分岐点が置かれている。この惑星を境に銀河系側を管理局本部、アンドロメダ側をアンドロメダ管理局が管理を行う。
「ヘヴィメルダー」は、エターナル編で再登場した際の表記。
スノーインカ
アンドロメダのちょうど「ふち」にあたる部分に存在する惑星で、地表に雪が降り積もっている。メーテル曰く「アンドロメダの入り口に当たる門のような役割をしている星」。雪女が住んでおり、その姿を見た者は死ぬという。ラーメンづくりの大名人が伝えたといわれる、おいしいラーメンを作るラーメン屋がある。その名人が亡くなってからは来訪者が減り、寂れてしまったという。
TV版ではこの星にある通信室を利用して、メーテルと彼女に指示を与える声の主（ドクター・バン）が通信を行うシーンが追加された。
雪女の家
ひときわ高くそびえる雪山の頂上に存在する。鉄郎は夜に訪れたラーメン屋で雪女と遭遇し、彼女に連れて行かれることとなった。頂上まで延々と階段が続いていて、辺りには白骨がゴロゴロ転がっている。内部にはエレベーターがあり、メカニズムはこの星への移住が始まった頃の初期のコロニースタイル（メーテル談）のものである。最下層にはラーメンの材料が蓄えられている部屋があり、雪女が与えようとした機械の体になることを拒否した鉄郎は「温かいラーメンを食べさせてくれたら機械の体にはしない」ことを条件にラーメンを作っていた。
マーザボーヤ
「ヤーヤボールの小さな世界」で名前が挙がったのみで、劇中には登場しない。到着する前に「ヤーヤボールの小さな世界」からニセの停車信号を受信したことでそちらに誘導させられた。
クイマ
停車時間22時間6分3秒。数多くの食べ物屋があり、様々な食べ物の匂いが漂う星。この星にいるネコ「フライング・クロ」は飛行ネコとして有名である。人間を強制的に機械の体に変えようとするこの星の政府のやり方に対し、機械化人の女性・ネコアが機械のネコ「キャッツロイド」を使って反乱を起こそうとしたが失敗に終わっている。
底なし都市
停車時間16時間16分16秒。多くのビルが建っているが、そのいずれも最下階が見えないところからこの名がある。999号が停車したステーションホテルも同様であり、鉄郎はボーイの忠告を無視してエレベーターに乗り、四次元空間に迷いこんでしまう。これは乗った人の心の中にある願望を具現化した世界に移動する「四次元エレベーター」であり、他人の心の中を覗くことを趣味とする機械化人・キザルーナが造ったものであった。
TV版では鉄郎が四次元空間でキザルーナとメーテルの結婚式に遭遇し、自身のメーテルへ寄せる想いに気づかされるシーンが描かれた。
ルーズゾーン
「ルーズゾーンの妖怪」で登場した、少し歪な球形の地球型惑星。ここにやってくると、機械も人間も全て怠惰になってしまう特性があり、銀河鉄道の列車も影響を受けてしまうため、停車時間も概ね12時間とかなりいい加減である。鉄郎はこの惑星に到着する直前に999号の外に放り出されたが、諸々の物理法則までもルーズになるらしく、無傷で惑星上に着地した。大量のゴミが惑星を覆いつくしており、住民は惑星を捨てていずこかに去っていった。鉄郎曰く「ルーズでお気楽な場所」だったらしい。
TV版では、十字の環を持つ惑星となっている。列車の軌道トンネルが目視できるが敷設工事がルーズだったらしく、軌道トンネルは惑星の周りを囲むように蛇行している上に内部がデコボコになっていたほか、途中にゴミが溜まっている箇所がある。また、サブタイトルに「妖怪」とあるようにゴミの怪物が登場した。
アリババ
砂漠の惑星。停車時間は40時間。宇宙一盗賊の多い星で、盗んだり盗まれたりの社会が数百年以上も続いた。盗賊団は複数存在するが、いずれも「アリババ」と名乗っており、鉄郎達を散々追い回した。トリさんをそのまま巨大化させた姿をした怪鳥ロックが多数生息しており、盗賊達を全て食べつくしてしまう。
TV版では、人格の入れ替えによりメーテルの体を奪おうと2人の女盗賊がアリババを名乗ってメーテルの争奪戦を繰り広げたほか、メーテルが『千夜一夜物語』の第十六夜を語り聞かせる場面がある。また、アリババの攻撃で機関車が故障したために惑星内時間で丸3日間停車することになった。
マカロニグラタン
マカロニのような円筒型の惑星で、999号の停車駅は内側に存在する。停車時間は6時間36分。車掌曰く「大科学文明惑星」というだけあって早くから移住者が集まり、都市化が進んでいる。メーテルによれば「銀河系でもアンドロメダでもここほど文明の進んだところはない」とのことであり、この星にある粒子転送機は生物や食物などを瞬時に転送できる。メーテル曰く「なんでもあってなにひとつ不自由のない星」。
内側にある陸地を内陸帯、外側にある陸地を外陸帯といい、内陸帯を兄のメイン・デンドロビュウムが、外陸帯を弟のサブ・デンドロビュウムという兄弟の機械化人が支配してウォーゲーム感覚で戦争をしていた。二人はこの星で生まれてから280年近くここで過ごしていたが、退屈しのぎに第18次惑星戦争を勃発させ、999号に乗車してきた。惑星マカロニグラタンは999号の発車後に消滅している。
TV版では長く戦争を続けてきたために惑星の住民は死滅し、ミサイル発射装置や迎撃装置といった機械のみを用いた戦争が行われていた。また、マザーコンピューターJr（マザコンJr）というコンピューターが衛星として存在し、デンドロビュウム兄弟はマザコンJrの管理下にあった。二人は鉄郎とメーテルを身代わりにしてマザコンJrの管理から逃れようと999号で惑星からの脱出を図ったが、失敗に終わっている。
惑星モザイク
銀河系とアンドロメダ星雲の文明がうまく融合したとされる惑星。停車時間は33時間33分33秒。インカ文明やマヤ文明の遺跡のような建造物が多数存在する。駅は廃墟と化している上に銀河鉄道指定のホテルに至っては屋根も壁もなく、存在するものは風呂とベッドだけというありさまであった。この星では入浴しなければ食事も外出もできないため、風呂嫌いの鉄郎は外から丸見えの状態で風呂に入るはめに。
地表全体を石が覆いつくしており、宇宙から見ると花の模様に見える。実はこの石が高度な知識を備えた事実上の支配者で、人間達は無気力な存在になってしまっていた。鉄郎をだまして石による回路を作らせ惑星を覆いつくす鉱物生命になりかけたが、エネルギーの供給源を絶たれたことで死滅する。
劇場版第2作にも同名の星が登場するが、「アンドロメダ大星雲の入口にある小さな星」とあり、原作と設定は異なる（劇場版オリジナルの項を参照）。
宇宙ステーション
「震動惑星」で名前が挙がったのみで、宇宙空間に浮かぶ分岐点と説明されているが、劇中には登場しない。震動惑星の前に停車した。この施設でメーテルは惑星「湖の女王」に向かう列車に乗り込んでいる。
震動惑星
停車時間は68時間48分8秒。常に地震が発生しており、地表はひびだらけとなっている。地震が発生していないときに外に出ると危険分子とみなされ、地表に永久追放される。
たくさん星
停車時間は6時間12分3秒。惑星全体にジャングルが広がり、999号の停車駅は茅葺き屋根となっている。この星に行った者は生きとし生けるものすべて胃弱になるといわれる。酋長キクニモの家がホテルとなっており、鉄郎は大量の食事をとることになった。星に生えている木は実は食肉植物で、根元の部分から相手を飲みこみ消化液で溶かしてしまう。
この星の住民は食物を食べてそれを腸内で醗酵させた際に生じるガスを空気中に「おなら」として出すことが「神聖な義務」である。これを怠るとたちまち大気は有毒化し、生命体が全滅してしまう。なおこの星の住民が放つ「おなら」の成分は地球人のそれとは異なり、嗅ぐとさわやかな感じのする匂いである。
砂漠のキツネ
惑星全体に砂漠が広がる星。停車時間は不明。鉄郎が「砂がうずまいているような星」と表現したように、宇宙からでも地表で砂の渦巻いている様子が確認できる。
この星には砂ガニや砂エビといった生物が生息しており、食べることもできるが食感は砂のようにジャリジャリしている。また、装甲生物とよばれる巨大な竜あるいは蛇のような生命体が生息している。
メーテルによれば「この星では砂が水と同じ役割をする」とのことで、鉄郎がシャワーの栓をひねると砂が出てきた。
ロンメルという正体不明の指揮官が「砂漠軍」という反乱軍を指揮して政府軍と戦っている。鉄郎とメーテルのパスを奪って砂漠軍に所属する女性が子供を連れてこの星を脱出しようとしたが、軍規違反で処刑された。
機械砦
絶対機械圏の入り口にある星で、停車時間は15分30秒。その停車時間が生身の人間にとっては100年にも200年にも感じられるという。
惑星マグネット
停車時間は64時間48分32秒。惑星から強力な磁力を発しており、あらゆる金属製の物を吸い寄せられる。999号は空中に停車し、木製のリムジンで乗客を惑星まで送迎する。惑星上のすべてのものが木と石とプラスチックでできており、地表はジャングルで、機械化人は一人もおらず、人間は原始的な生活をしている。機械化人には住みにくい環境であるため、アンドロメダ管理局が破壊波を送り惑星を破壊した。
かげろうの湖
惑星から光の粒子が無限に発生する惑星。衛星が16個もあり、日光の反射が光の粒子と作用して夜の方が明るい。停車時間は80時間48分30秒。インセクターのカラゲリア族とアルクトウルスクレーターの機械人間の集団が対立しているが、双方とも“指導者”が現れるのを待つばかりで行動しないため、メーテル曰くいずれ滅びる運命にあるという。他にアリの姿をした昆虫型生物もいるが、こちらは逆に働くことしか考えていない。
惑星アレイ
6億ダイルの彼方の恒星と真下にある星雲のバランスに支えられた奇妙な惑星。停車時間は24時間。地球と同じ性質の大気を持つが、地表に凹凸がほとんどなく、草原のエリアと泥沼のエリアがマーブル模様のように広がっている。人々はここを楽園と呼ぶが、列車が到着したころはボルカニックが開発した鉄食虫を惑星中に振りまいたため内部がボロボロになっており、人々も宇宙へ逃げ出した後だった。列車も鉄食虫にやられ連結器が分解し、バラバラになって墜落した。その後惑星本体も完全に崩壊して星雲に粉の雨となって降り注ぎ、数年後には星雲も消え去ったという。
ブルーメロン
スイカのような模様をした惑星。停車時間は1時間10分10秒。999号はここで食糧補給を行った。海上では巨大なスイカが栽培されており、超巨大なイモムシによる虫食いのものもある。機械人間の政府は生身の生命体向けにこのスイカを輸出していたが、農業を営む生身の人間達が自給自足の星を目指しクーデターが発生し、駅は廃墟となっていたほか、大気の成分にも変化が生じていた。クーデターは成功したが、ついに支配が及ばなくなったと判断した機械帝国がブルーメロンを抹殺するため、列車発車後に破壊波を送り惑星を破壊した。
フォークスの家
機械化人の支配から離れ、自給自足の生活を目指してクーデターを指揮する生身の人間の指導者・フォークスの家。海上に浮かぶ巨大なスイカを家として改装したものである。「番虫」として巨大なイモムシが飼われていて、海を泳ぐこともできる。
コスモワイン
酒の雨が降る惑星。停車時間は24時間。酒が水のように余りあるため、ここではワインも酒も水の扱いである。降雨中にひとたび外出すると生身の人間は急性アルコール中毒になってしまう。雨が降っている間は降雨令によって外出を禁止され、人々は政府から支給されるより天然の雨よりアルコールの薄いワインを飲んでいる。また、反アルコール秘密結社「ウオーター」という組織が存在し、惑星から完全にアルコールを取り去ることを目指していた。
ストリップキング
クレーターに海水が溜まってできた丸い海が特徴の惑星。停車時間は24時間。大都市であるが、市長ギロチーニョの思想「自分以外全部バカ学」によって市民は全て殺害あるいは追放されており、上空は追放者の家を吊るした気球で埋め尽くされていた。しかし、市長が死亡したことで追放者も再び地上に住むことが可能となった。
十七石
あちこちにアナログ時計がちりばめられた惑星。停車時間は18時間52秒。天然の惑星ではなく、惑星体になる前は時計好きのコレクターだった。全て昔のゼンマイ式の時計で、全てバラバラの時を示しているため正確な時刻が分からず、時間にルーズな所として有名になっている。時計は時々故障するが、機械人のいい加減な修理で余った部品がゴミとなり、惑星の中心空洞に集められている。鉄郎達を中心空洞に呼び寄せ、時計の修理を要請するが、メーテルの説得により鉄郎達を解放し、発車後は時間のない空間を求めて旅立った。
予約カタログ
大アンドロメダから100時間の距離にある通過駅。通過時間は30分30秒。複数の黒い球体が光のラインで繋がったような姿をしている。鉄郎はここでメノウから機械の体のカタログを見せられ、通過時間中に体を選ぶよう迫られるが迷った末に拒否した。
最後の晩餐
大アンドロメダの衛星。臨時停車駅。停車時間は24時間。外観は光り輝く地球のようで、環境も地球に酷似している。機械化人にならずに生身のままでいることを選んだ人々が住んでおり、作品連載当時の日本のような町並みを持つ。人間に変装したメノウが鉄郎と行動を共にしたが、鉄郎が大量に食い溜めする姿にメーテル共々唖然となった。
惑星大アンドロメダ
原作および劇場版第2作の終着駅で、機械帝国の大母星。

### TV版オリジナル
ここでは、テレビシリーズおよび劇場版に登場したオリジナルの停車駅を挙げる。なお、これらのストーリーのなかには松本の短編集、四次元世界に収録されたものが題材になっている物がいくつか存在する。
蝶の夢
「短かな生命の物語」に登場した惑星。蝶の形をした星雲に覆われている。停車時間は5時間5分5秒。この星の住民は蝶のような羽根を持ち、999号の乗客も羽根を装備して降りるのがエチケットとなっている。ただし、すべての者に羽根があるわけではない。羽根を持つ者は寒さに弱く冬の訪れとともに死滅してしまうため、その短い一生を街で楽しく暮らすことだけを考え、不格好な羽根の無い者を敬遠している。
第五惑星
「第3生命帯」に登場した惑星。999号の本来の停車駅だったが、999号が到着した時には爆発寸前の状態となっていた。999号が第三惑星に避難して間もなく爆発し、その際、第一惑星マヤと第四惑星ザバが爆発に巻き込まれて、共に爆散する未曾有の大災厄となった。
つかの間の恋（幻影惑星）
「愛の幻影惑星」に登場した惑星。停車時間は38時間14分。この惑星上および惑星周辺ではなぜか恋をし切ない想いにかられるようになる。
親知らずの星
「親知らず星のUFO」に登場した惑星。停車時間は23時間59分。星の名前は、資源も乏しく産業も芳しくないために若者達は家族を捨てて星を出て行ってしまうことにちなむ。駅には両親らが集まり息子の帰りを待っている。
神の造りたまいし星
「海からきたエルザ」に登場した惑星。停車時間は19時間59分。スパイや密航者を取り締まるため、現地の軍隊が全て列車において乗車券の検査が行われる。200年で一周する楕円状の公転軌道を持ち、恒星に大接近する時期は焦熱地獄となり、離れるにつれ寒冷化し海水が凍り陸地が拡大するのを繰り返している。停車した時期は焦熱地獄がようやく終わる頃で、いまだ海が大半を占め陸地は少ない。陸上にはブリッテン族、海中にはスラロイド族が定住する。かつてはスラロイド族も陸上に住んでいたが、恒星大接近による気候変化によって宇宙や海中に避難した経緯があり、ブリッテン族は彼らを星を見捨てたと軽蔑し、寒冷化して再び陸上に戻って来させまいと軍事演習を四六時中行い、スラロイド族の上陸に備えていた。
運命の分かれ星
「運命の分れ星」に登場した惑星。停車時間は26時間26分。近くに間もなく消滅する別の惑星があり、その惑星からの移住者が住んでいる。運命の分かれ星自体は未開の星で、移住者による開拓が始まっている。
縛り首の星
「ガンマン哀歌」に登場した惑星。停車時間は13時間13分。西部劇のセットのような町並みが広がる。非常に治安の悪い惑星で、町中から銃声が途絶えた日はない有様であった。999号が到着した時には2つのギャング団が抗争を行っており、さらに町の市長が金鉱の採掘権を手にするために暗躍していた。
虹の帯の星
「海底都市の最期」に登場した惑星。名前の通り虹のような帯（環）を持つ。停車時間は19時間19分19秒。虹色の環は、土星などと同様に塵や岩石で構成されているが、これらは約10年前に起きた核戦争によって地上から吹き飛ばされた浮遊物である。地上もいまだ放射能に包まれ定住不可能であるため、人々は核戦争以来海底都市で暮らしている。地上のホームシックへの配慮から、人工太陽により日光も確保され海底とは想像もつかない都市景観が展開されている。しかし、最近はかつての核戦争の影響で活発化した海底の地殻変動による地震が発生しており、列車停車時間中に崩壊が始まったため、停車時間を繰り上げて緊急発車した。一部の人々は移住用カプセルに乗って都市を脱出し、新天地目指して飛び立った。
昆虫惑星
「昆虫惑星の螢子」に登場した惑星。停車時間は4時間5分。以前は昆虫の多い星として有名だったが、人間が定住するようになってからはその数を減らしている。その実情を良しとしない昆虫人間やそれに同調する人間によって、人間に復讐する怪事件が続発していた。
忘れられた者の星
「宇宙に残った一冊の本」に登場した惑星。停車時間は21時間35分10秒の予定。列車が到着した時は恒星が爆発寸前の状態で、火山爆発や地震が頻発し、気温上昇のため海は干上がり草木は枯れ、惑星からの脱出が進む街もゴーストタウンと化していた。しかし、脱出するにもロケットの収容に限りがあるため、脱出後の再興に役立つ人材を厳選する脱出資格審査が行われていた。
夢追い星
「永遠の夢追い星」に登場した惑星。停車時間は28時間14分。科学万能思想の政府が支配する星で、観測ロケットを頻繁に打ち上げている。また、徹底した合理主義政策により人々は職業の自由すら与えられておらず、政府の命令に従わなかったり、与えられた職務を全うしなかった場合は処刑される。劇中では松本零士や手塚治虫など、様々な漫画家の名前や作品名が登場するセルフパロディがあった。
聖女王の反乱星
「聖女王の反乱星」に登場した惑星。停車時間は18時間4分5秒。ミツバチ族、スズメ蜂族、ジガバチ族など高度に進化した様々な蜂の高等生命体が文明を築いているが、かつて蜂だった頃の習性が今も残っており、二人の女王（蜂）を許さないという自然の掟を受け継ぐ紛争が頻繁に起きている。999号が到着後まもなくミツバチ族とスズメ蜂族の紛争が勃発し、スズメ蜂族が勝利した。個人携帯武器として重力サーベルが普及している。
伝説
「若き戦士の伝説」に登場した惑星。停車時間は21時間12分21秒。機械化人が多く暮らしているが無気力で何もせず、街も荒廃に任せる一方で駅舎も修繕されずボロボロになっている。生身の人間も住んでいるものの機械化人に軽蔑され虫けらのような扱いを受けていた。
キリマンジャロの騎士の星
「キリマンジャロの鳥人」に登場した惑星。天王星のような環を持つ。停車時間は24時間24分。キリマンジャロに似た高山があり、騎士道の象徴とされている。黒十字軍と白十字軍の二勢力による戦争状態となっており、複葉機による空中戦が頻繁に起きている。
惑星こうもり
「惑星こうもり」に登場した惑星。停車時間は5時間5分。原作の最後の晩餐と同様の役割を持つ星で、この最後の一歩手前の駅で機械の体になるか否か迷う人々が集まる星である。惑星の名前は蝙蝠が多いことに由来しているが、「中途半端な存在」を侮蔑する時に使われる意味も含んでいる。
惑星プロメシューム
TV版の終着駅であり、機械帝国の首都惑星。999号は38番線に到着した。

### 劇場版オリジナル
惑星メーテル
劇場版第1作に登場する999号の終着駅。メーテルの人格を持った核を中心として、惑星を構成する全ての部品が生きた人間から作られている。
ラーメタル
『新竹取物語 1000年女王』で登場した惑星だが、劇場版第2作ではヘビーメルダーの衛星であり、メーテルの生まれ故郷という設定で登場する。
惑星モザイク
劇場版第2作に登場する、アンドロメダの入り口に当たる惑星。停車時間は2時間16分30秒。この惑星でメーテルは鉄郎に999号を降りるよう促すが、鉄郎は最後まで旅を続けることを選ぶ。

## エターナル編の停車駅
ブライトリングファイアフライ（輝く蛍の輪）
20世紀後半の地球にそっくりな星。停車時間は24時間（劇場版は不明）。原作では停車駅だったが、劇場版では臨時停車駅となっている。しかし銀河鉄道の駅は存在するので、999号は当初、当駅を通過または非経由の予定だったものと思われる。999号発車後、メタノイドに飼いならされた“犬”により惑星が破壊された。劇場版では、ヘルマザリアの手により破壊された。
惑星大テクノロジア
永世中立の惑星。停車時間は49時間8分9秒。太陽が三つある夜のない星で、自然と科学と人の英知が一体となった象徴的な呼び名を持つ惑星。破損した999号のメンテナンスを停車時間内に終わらせるほどの高いテクノロジーを持っている。総責任者コアの自宅には太陽系を中心にした防空司令部の中枢がある「宇宙の心臓」
ホエギョの星
惑星プラネタイガー
普通の星
静かな夢
メタ・ブラティ
メタノイドと人間の領域の境界線に位置する惑星。両者の外交会議が行われる場所となっている。停車時間は48時間13分。999号が到着した時には、港にアルカディア号、クイーン・エメラルダス号、宇宙戦艦ヤマト、超時空戦艦まほろばの宇宙最強の戦艦4隻全てが勢揃いしている「ものすごい光景（鉄郎談）」となっていた。メタノイドと人間の交渉が決裂すると、クイーン・エメラルダス号以外の3隻が共闘してメタノイドの戦艦を撃退した（ヴァルキリーも参戦しメタノイド艦を追撃している）。
考える星
火龍
二重惑星ギロチーヌ
惑星ヘルマザリア（地獄の聖母騎士）
グロテスカ
空白帯惑星ステーション・シューベルト
惑星海賊島（プラネットパイレーツ）
ユルンダラーン
名称の通り、非常にだらけきった人々が暮らす惑星。元は普通に活気のある惑星だったが、統治者が地道に働く人々を冷遇して仕事に報いなかった事からどんどん活気を失っていき、999号が到着した時は駅のホームまでもナイトクラブになっている有様であった。惑星の周囲には大量のゴミが浮遊しており、いずれ太陽光線を遮って惑星に大氷河期をもたらすとされている。メーテルは「宇宙で一番嫌いな場所」と称した他、鉄郎やハーロックも統治者に強い怒りを見せていた。
クルミナイト
マンムートス・ユートピア
999号が到着直前に惑星が存在する恒星系ごと暗黒爆発と呼ばれる現象で消滅する。その際、爆心地に『闇』の世界への『扉』が開かれるも、ヤマトが波動砲で『扉』を閉じた。
惑星アフロダイテ
惑星クロスファイヤ
惑星大アマゾン
惑星ウォーター・ヘブン
殺気怒気疑い
ハラキリ
別の惑星との衝突の危機に瀕しており、ハーロックからもヤマトからも、相手の惑星を破壊して解決するよう提案が出されていたが、責任問題や手続きなどが原因で結局決断できず、結果破壊された。
暴龍の星（惑星ティラノサウルス）
惑星永遠の友情
水圧惑星ウォーター・ヘル地獄の表面張力
運命（ディスティニー）
全ての銀河鉄道の始発駅であり、銀河鉄道株式会社の本拠地が置かれている惑星。アニメ『銀河鉄道物語』では地球のように青い惑星となっている。
一年梅組
惑星ローラー・プレス
ミラクレイ
エターナル
エターナル編で999号の終着駅とされる惑星。アルティメイト星系に存在する惑星とされるが、詳細は不明。アルティメイトは英語で「無限」、エターナルは「永遠」を意味し、鉄郎は「無限の中の永遠」と称した。

## 999号の停車駅以外の天体・難所
ここでは999号以外の列車の停車駅（天体）、駅ではない天体、線路上の難所を解説する。

### アンドロメダ編

#### 原作
小惑星帯トンネル
火星 - タイタン間にある宇宙トンネル（エターナル編では冥王星 - ブライトリングファイアフライ間）。トンネル内部は宇宙線の影響を避けるために安全弁が閉じるため、停電が起こる。
アンタレスの家
タイタン - 冥王星間にある小惑星を改造した一軒家。大盗賊アンタレスが軌道変更させて強制停車させた。
好奇心
目玉のような外見を持つ惑星。目玉模様の部分は付近をどのような速度で通過しても通過物の方向を向いている。元はごく普通の惑星であったが、かつてこの星に住んでいた人々の手によって改造が進められ、意思を持った機械生命体と化した。2つある衛星も機械生命体で、惑星を親と認識している。しかし現在は無人の星であり、機械生命体に自分を作り変えた親である人間に対して興味を持っている。
強力なテレパシー能力を持ち、近くを通りかかった999号を強制的に着陸させ、鉄郎達の姿を見せろと要求してきた。車掌を催眠術で操ってメーテルを殺害させようとしたところを鉄郎にナイフで惑星表面を切り裂かれ、その中身を見られたことを恥じて自爆した。その後、2つの衛星が親の仇として999号に突っ込んできたが、メーテルによって互いを激突させられて消滅する。
TV版では念動力も使いこなし、近くを通過する列車の車内から乗客を幾人も拉致していた。また、自身の意思を表す端末として眼球の付いた塔を鉄郎達の前に見せた。また、2つの衛星は好奇心の爆発に巻き込まれる形で消滅している。
重力の底
時間を操る力を持つ女・リューズが重力操作で999号を強制停車させた場所。行方不明になった333号が発見されるが、リューズにより時間の流れを速められ、車内は朽ち果てた状態だった。
海賊惑星ジュエル
第22話「海賊船クイーン・エメラルダス」に登場した惑星。エメラルダス号の襲撃を受けて臨時停車した。漫画・TV版では臨時停車駅だが、ダイヤを公式に定めた『銀河鉄道大時刻表』では正規の停車駅となっており、それによれば停車時間（1日）は23時間59分とのこと。
次元航海惑星
「次元航海惑星」に登場した惑星。名前の通り、ワープ機関を備えた惑星で、様々な空間に自在に出現する事が可能である。女帝エゴテリーナが支配しており、彼女の気紛れと気分次第で移動を行う。海の星を破壊して999号の目の前に現れて鉄郎達を捕らえるも、彼らにワープ機関を破壊される。メーテル曰く「いずれ、自分達よりも大きな惑星に衝突して消え去る運命にある」とのこと。
レプティル
トレーダーから出ているローカル線のひとつの行先として登場。
アマゾニア
トレーダーから出ているアマゾニア線の行先として登場。
森林恒星
トレーダーから出ているローカル線のひとつの行先として登場。
プラネタリウム星
トレーダーから出ているローカル線のひとつの行先として登場。
野の花
一面花だらけの惑星。トレーダーからは往復4時間程度の距離に位置し、野の花線の列車は30分おきに運行されている。
かじられ星
異次元空間に存在する惑星。大地が砂糖菓子のように甘いことから、その特性に目を付けた惑星政府が足元の大地を切り売りするようになったことで、「齧りかけのリンゴのような（鉄郎談）」姿になる。
TV版では正規の停車駅になっており、同乗していた乗客の故郷となっており、かつては「アマイアマイ星」と呼ばれていた。最終的に惑星全体が「かじり尽くされて」消滅したことが劇中ナレーションで語られている。
フィラメント星跡
フィラメント星が爆発して飛び散った高温ガスが電球のフィラメントのように広がっている空間。かつてフィラメント星にはたくさんの人々が未来を信じ暮らしていたが、突然星が爆発してしまったため自身が死んだことも気がつかないうちに消滅してしまった。そのため、行き場を無くした星の人々の霊魂がかつて惑星のあった場所に集まり暮らしていた。
酸素帯
銀河系よりややアンドロメダよりに存在する、幅が10万キロにも及ぶ正体不明の気流。ここにて999号が何者かの手によって鉄道管理局のコントロールを離れ、客車を置いて離脱したため、74時間の遅延を発生させた。
ワルキューレの母船
球体トンネル
ライフルグレネード - マンモスの墓場間にあるトンネル。他人が困難に陥る所を見て楽しむ人物が作ったトンネルで、無数の球体で作られている。球体は音を反響させる材質で作られているので列車の汽笛や振動音などを増幅させる効果があり、防音装置が全く役に立たない。しかも、999号の速度でも通過するのに2時間以上もかかる長さがある。球体はトンネル内部に設けられたコントロール室で自在に操る事が可能で、そこに住み着いている女性型アンドロイドの気分次第で、進路を塞ぐ事や列車を押し潰したりする。劇中では999号が押し潰されそうになるが、鉄郎がアンドロイドを破壊してコントロールを奪った事で難を逃れる。
透明海
軌道上に出現した透明なジェル状の生命体。表面に停止した999号が飲み込まれそうになった。鉄道管理局の送った衝撃波により破壊される。
救急医療小惑星オーバーホル / オーバーホール
引込線QQ280、第60007星区に存在する小惑星。救急医療小惑星の名のごとく、全ての分野の医療機関が所在し、生身の人間だろうと機械人間だろうとこの星で治療できない体の故障はないとされている。
重化石惑星イグアノドン
アンドロメダのむこうにある重化石惑星。特殊カルシュウムの産地。
アフリカ暗黒大星雲
アフリカ大陸のような形状をした、直径7億光年にも及ぶ暗黒星雲。中には惑星や恒星が多く存在するが、現在も星雲内部については全く未開の空白帯であり、銀河鉄道の空間軌道が一本の糸のように通じているだけで、停車駅のキリマンジャロと数個の星以外は何も解明されていない。
水の国
総統ウォータープレスによって支配されている水の惑星。海洋資源を採り尽くしたウォータープレスが他の星への移住を計画し、999号を強制停車させてトレインジャックする。
アンドロメダのグランドキャニオン
スノーインカ - マーザボーヤ間にある小惑星帯。名前の如く小惑星の合間を縫って空間軌道が敷かれている。
ヤーヤボールの小さな世界
ミニチュアサイズの地球のような惑星。あまりに小さいため地上に立っても地平線が丸く見えるほどである。住民は南半球に住み、北半球にはヤーヤボールの家が一軒あるのみである。一応駅や指定ホテルはあるものの、それらは全てヤーヤボールが勝手に掲げているだけであり、本来は停車駅ですらない。
TV版では惑星だけではなく駅舎や街並みまでミニチュアサイズになっており、ヤーヤボールと召使いの他には誰も住んでいない。ヤーヤボールは母を失ったマザコンという設定であり、家にあるコンピューターが母の代理を務めていた。
Station No.13
死んだ妹の幽霊のために、機械化人となった兄が駅となり999号を停車させた場所。鉄道管理局からの破壊光線で消滅する。TV版では「幽霊駅13号」と呼ばれる。
自由遊星ファントム
マカロニグラタン - モザイク（TV版では惑星こうもり）間でのワープ中に発生した衝突事故で墜落した惑星。墜落地点は黒い草原になっており、墜落時の衝撃を和らげた。人間とは別の生命体が暮らしており、車掌を人質にした生命体の台詞から機械化生命体狩りが行われていることがわかる。
TV版では権威を守るために生身の生命体が機械体を破壊するという、鉄郎達と全く逆の世界観が展開されていたことが描写された。
キーアデス
アルゴール星系リベルタドル太陽系の第6惑星。レドリルの故郷。
原作では台詞のみで詳細不明だが、TV版ではレドリルの回想で地球に似た惑星であることが描写された。ただし、地球のメガロポリスほど文明が発達しておらず、レドリルは貧民層のテントで暮らしており機械化人に迫害されてはいたものの、地球のように無闇に殺されたり住居区別がなされている描写はない。
カオス
レドリルが目指す、機械の身体を無料でくれる星。
ネプチューンの沼
湖の女王
震動惑星に行く前の宇宙ステーションからメーテルがそこに行ったことが語られるが、劇中には登場しない。また、メーテルは振動惑星に戻ってきた際に惑星の名前を「洞窟の女王」と言っている。
乱動超空間
最後の晩餐 - 惑星大アンドロメダ間にある難所。空間軌道の外はプラズマ放電が飛び交い、ここを通過できるのはシールドチューブに守られた列車のみである。

#### TV版オリジナル（天体・難所）
オリオン
トレーダーから出ているオリオン線の行先として登場。999号の経由地としても登場するが、あくまで経由地であり、停車しない。
設定上では、大オリオン線・内銀河環状線・オリオン大環状線・謎の外銀河線・アルデバラン環状線が乗り入れており、大オリオン線と謎の外銀河線の起点駅、オリオン大環状線の起終点駅。停車時間は内銀河環状線が16日、アルデバラン環状線が24日。
プレアデス
999号の経由地として登場するが、あくまで経由地であり、停車しない。
設定上では、銀河中央線・大オリオン線・謎の外銀河線・アルデバラン環状線が乗り入れている。停車時間は14日。
カペラ
トレーダーから出ているカペラ線の行先として登場。
設定上では、カペラ高速線・内銀河環状線・オリオン大環状線が乗り入れており、カペラ高速線の終点駅、内銀河環状線の起終点駅。停車時間は1日1時間30分。
エメラルダス
トレーダーから出ているローカル線のひとつの行先として登場。
設定上では、銀河中央線とアルデバラン環状線が乗り入れており、銀河中央線の終点駅。停車時間は23時間59分。
女宇宙海賊のエメラルダスと同名であるが、関係性は不明。
ポルテス星
999号とすれ違った急行列車の行先として登場。
ルート星
999号とすれ違った急行列車の行先として登場。
リーマン星
999号とすれ違った急行列車の行先として登場。
第33小惑星
救急医療小惑星オーバーホールの近くにある小惑星。治安が非常に悪いことで有名。
第三惑星
「第3生命帯」に登場した惑星。第五惑星の爆発から避難する為に停車した。停車時間は第五惑星の爆発またはザバとマヤの星間戦争終結まで無制限。この惑星に降り立った人間は退化して猿人になっていく特性があり、長い間、立ち入りが制限されていたが、第五惑星の爆発に巻き込まれて消滅した惑星の生き残りが降り立ち、新たな文明の礎を築き、この惑星は「第3生命帯」と呼ばれるようになった。
第一惑星マヤ
ザバと星間戦争をしていた地球型惑星。最後は爆発した第五惑星の破片が降り注ぎ消滅した。第三惑星へは脱走兵が消滅の約3ヶ月前に到着していたが、退化現象により猿人と化していた。
第四惑星ザバ
マヤとの星間戦争をしていた惑星。第五惑星のすぐ内側に位置し、2個の衛星を持つ。宇宙から見た地表は月面のようになっている。最後はマヤと同じ運命をたどるが、爆発直前にロケットで第三惑星へ2名送り込み、人間強化実験により退化現象を克服してザバの未来を託した。
巨象の星
「巨象の星」に登場した惑星。惑星の名は巨象ホノウにちなむ。遭難者救出のために臨時停車した。かつては街もあり列車も年に数本程度停まっていたが、現在は辺り一面ジャングルに覆われ、無人の星となっている。多くの探検家がこの星を訪れ巨象探しに奔走したが、星を支配していた女王が巨象を操り撃退していた。
ブラックホール
惑星こうもり - 惑星プロメシューム間にあるブラックホール。空間軌道のシールドに守られた列車以外は接近すると吸い込まれてしまうため、惑星プロメシュームに向かうことはできない。

#### 松本零士999
イスカンダル
トレーダーから出ているマゼラン観光列車が不時着した惑星として登場。住民はおらず廃墟と化しており、一大文明が存在していたころの痕跡が確認できる。
惑星（プレイヤー名）
トレーダーから出ているローカル線のひとつの行先として登場。一攫千金を狙った者が集まる開拓中の星。カッコ内にはゲーム開始時に設定したプレイヤーの名前が入る。駅を降りると酒場「BARフロンティア」がある。

### エターナル編
ブライトリングファイアフライの月
ブライトリングファイアフライの衛星。同惑星が消滅した後、イーゼルの墓を立てる為に停車した。
精霊の無限井戸
惑星ポイズン
惑星上に存在するもの全てが毒に覆われている惑星。停車時間は3分33秒。人間にとっては30秒も居られない惑星だが、メタノイドは特に影響を受けない。成長したティアが乗り込み、鉄郎にメタブラディでの非礼を詫びた。
毒の花二番星
惑星ポイズンの衛星。停車時間は2秒。何らかの目的を持っているティアが降車した。
惑星パラサイト
ヘドロのダイヤ
自称ダイヤモンド
ワカラナイトコロ

## 銀河鉄道大時刻表オリジナル
五十音順に記載。
アルカディア
内銀河環状線とオリオン大環状線が乗り入れている。停車時間は内銀河環状線が3日8分、オリオン大環状線が3日10時間8分。
アルデバラン
アルデバラン環状線が乗り入れており、同路線の終点駅。
アンモナイト
大銀河本線が乗り入れている。停車時間は8時間42分。
オクトバス
謎の外銀河線が乗り入れている。停車時間は4日13時間29分。
ガモズジー星
大銀河本線が乗り入れている。停車時間は1日6時間13分。
ギューマ星
大オリオン線が乗り入れている。停車時間は1日。
クロレティア
大銀河本線が乗り入れている。停車時間は10分。
コロニー
大銀河本線が乗り入れている。停車時間は2日。
サイレンの女神
大銀河本線が乗り入れている。停車時間は5日10時間36分。
サマルカンド
大銀河本線が乗り入れている。停車時間は13日12時間16分。
小マゼラン
マゼラン連絡線が乗り入れており、同路線の終点駅。
ゼーラ
大銀河本線が乗り入れている。停車時間は17日2分。
セルス
大銀河本線が乗り入れている。停車時間は11日。
ゾーバグ
大銀河本線が乗り入れている。停車時間は18日。
大王星
大オリオン線が乗り入れており、同路線の終点駅。
漫画版『銀河鉄道999 アルティメットジャーニー』では999の停車駅になっている。
トリケラトプス
大銀河本線が乗り入れている。停車時間は2日6時間。
トリさんの楽園
大銀河本線が乗り入れている。停車時間は6時間。
ニケ
銀河中央線・マゼラン連絡線・アルデバラン環状線が乗り入れており、マゼラン連絡線の起点駅。停車時間は3時間。
バラン
マゼラン連絡線が乗り入れている。停車時間は4日23時間30分。
フリード
カペラ高速線が乗り入れている。停車時間は1日8時間26分。
ベガ
カペラ高速線・内銀河環状線・オリオン大環状線が乗り入れている。停車時間はカペラ高速線とオリオン大環状線が16日19時間30分、内銀河環状線が15日19時間30分。
ベテルギウス
大オリオン線が乗り入れている。停車時間は1日。
ベラベラス
大銀河本線が乗り入れている。停車時間は9時間35分。
マザービーナス
大オリオン線・内銀河環状線・マゼラン連絡線が乗り入れている。停車時間は4日41分。
ミュクレット
大銀河本線が乗り入れている。停車時間は2時間6分。
モスガルート
大銀河本線が乗り入れている。停車時間は1時間30分。
漫画『クイーン・エメラルダス』では、エメラルダスに宇宙船『クイーン・エメラルダス号』を譲渡した女性であるゾナラーナの出身地とされている。